# Мария-Хенриета Стюарт
Мария Хенриета Стюарт, принцеса роял, принцеса на Оранж и графиня на Насау (на английски: Mary Henrietta Stuart; * 4 ноември 1631, дворец Сейнт Джеймс, Уестминстър; † 24 декември 1660, дворец Уайтхол, Уестминстър), е най-възрастната дъщеря на английския крал Чарлз I и кралица Хенриета-Мария. Мария-Хенриета е майка на холандския щатхалтер и бъдещ английски крал Уилям III. Тя е първата дъщеря на английски суверен, която получава титлата принцеса роял.

## Живот
Мария-Хенриета е родена в лондонския дворец Сейнт Джеймс. През 1642 г. крал Чарлз I я удостоява с титлата принцеса роял, като по този начин поставя началото на традицията тази титла да се носи от първородните дъщери на бъдещите британски монарси. Така кралят изпълнява желанието на френската си съпруга Хенриета-Мария, която се стремяла да подражава на порядките в родната си Франция, където дъщерите на френските крале били наричани мадам роял.
Първоначално крал Чарлз I планира да омъжи дъщеря си за някого от синовете на испанския крал Филип IV или за Карл I Лудвиг, електор на Рейн. Плановете обаче се провалят и Мария-Хенриета е сгодена за Вилхелм, син и наследник на холандския щатхалтер и принц на Оранж Фредерик Хендрик. Сватбата на Мария и Вилхелм е отпразнувана на 2 май 1641 в лондонския дворец Уайтхол. Въпреки това в продължение на няколко години двамата съпрузи трябвало да се въздържат от полови сношения поради непълнолетието на Мария. През 1642 г. Мария-Хенриета пристига в Холандия заедно с майка си, а през 1644 г., вече като снаха на щатхалтера, тя заема полагащото ѝ се място в холандския двор.
През март 1647 г. съпругът на Мария-Хенриета наследява баща си като Вилхелм II. Въпреки това на 6 ноември 1650, малко след опита си да превземе Амстердам от политическите си опоненти, Вилем II умира от едра шарка. Единственото дете на двойката – Вилхелм III е роден няколко дни след смъртта на баща си. Овдовялата Мария е принудена да подели настойничеството над сина си със свекърва си Амалия и щатхалтера на Бранденбург.
Мария-Хенриета е изключително непопулярна сред холандците, заради традиционната им ненавист към Стюартите. Холандците са скандализирани от поканата, която Мария отправя към братята си Чарлз и Джеймс, напуснали Англия след пуританската революция на острова, поради което на нея ѝ е забранено да ги приеме в Холандия.
В периода 1654 – 1657 принцесата прекарва повечето време извън Холандия. През 1657 тя става регент на сина си в Оранжкото княжество, но несигурното ѝ положение в Оранж я принуждава да търси подкрепа от френския крал Луи XIV, който в крайна сметка присъединява княжеството към владенията си.
Реставрацията на Стюартите в Англия закрепва положението на Мария и сина ѝ в Холандия. През септември 1660 Мария-Хенриета се завръща в Англия, където умира от едра шарка на 24 декември в лондонския дворец Уайтхол. Погребана е в Уестминстърското абатство.